# Franz Josef Amatus Gassmann
Franz Joseph Amatus Gassmann (Solothurn, 19 oktober 1812 - aldaar, 2 mei 1884) was een Zwitsers drukker, uitgever en redacteur uit het kanton Solothurn.

## Biografie
Hij was een kleinkind van Franz Josef Gassmann. Net zoals zijn vader en grootvader werd hij drukker. In 1835 trad hij toe tot de drukkerijzaak van zijn vader. In 1839 richtte hij samen met Franz Louis Jent de uitgeverij Jent & Gassmann op, die enkele werken van Jeremias Gotthelf zou publiceren. Onder leiding van Gassmann zou hun drukkerij uitgroeien tot een belangrijke speler binnen het kanton Solothurn. Zo zou zijn drukkerij onder meer het kantonnale staatsblad van Solothurn, het Amtsblatt, uitgeven, maar ook het radicaalgezinde Solothurner Blatt.
In 1850 was hij mede-oprichter van de krant Der Bund. In datzelfde jaar richtte hij in Biel/Bienne het dagblad Seeländer Bote op, het huidige Bieler Tagblatt. Deze krant wordt nog steeds uitgegeven door de familie Gassmann.